# Зарар Ахмад Османи
Зарар Ахмад Османи (пушту ضرار احمد عثماني‎) — афганский политический деятель, занимавший пост министра иностранных дел с 28 октября 2013 года по 1 февраля 2015 года. С 2005 по 2008 годы занимал пост министра внутренних дел. Ранее он занимал посты министра по борьбе с наркотиками и губернатора провинции Парван. До этого он занимал должности начальника полиции провинции Парван и первого секретаря посольства Афганистана в Тегеране. Он также присоединился к моджахедам во время Афганской войны.

## Биография
Османи родился в 1964 году в деревне Хуваджа Саяран. Его отец был парламентарием во время правления короля Захир Шаха. Он получил начальное образование в школе Сайеда Джамалуддина Афгани в Кабуле и среднее образование в профессиональном училище Мохаммада Османа Хан-э-Парвани. Он окончил среднюю школу Хабибия, а затем поступил в Политехнический университет Кабула. Он учился в Кабульском политехническом институте с 1983 по 1988 год и получил степень бакалавра в Педагогическом институте Парван по специальности «математика и физика».
В 1988 году Османи присоединился к афганским моджахедам в Парване. Однако после краха правительства Наджибуллы в 1992 году Османи был назначен заместителем начальника штаба Министерства национальной обороны при новом правительстве.
К апрелю 1994 года Османи занимал должность начальника полиции провинции Парван. В период с 1998 по 2002 год занимал должность первого секретаря посольства Афганистана в Тегеране. Говорят, что он сыграл важную роль в объединении Северного Альянса. После падения режима талибов и установления администрации Карзая Осамани стал губернатором провинции Парван в феврале 2004 года.
В 2009 году Османи был назначен министром по борьбе с наркотиками. Во время своего утверждения он получил наибольшее количество вотумов доверия от афганского парламента.
28 октября 2013 года президент Карзай назначил Османи исполняющим обязанности министра иностранных дел. Проработал на этом посту до 1 февраля 2015 года, когда он был заменен Салахуддином Раббани.